# Prusij II. Bitinski
Prusij II. Kineg (starogrško Προυσίας ὁ Κυνηγος, latinizirano: Prousías o Kynigos, dob. 'Prusij Lovec') je bil od okoli 182 pr. n. št. do 149 pr. n. št. grški kralj Bitinije, * ok. 220 pr. n. št., † 149  pr. n. št..
Bil je sin in naslednik kralja Prusija I. in Apame III. 

## Življenje
Kralj Bitinije je postal po očetovi smrti leta 189 pr. n. št. Leta 181 pr. n. št. se je pridružil pergamonskemu kralju Eumenu II. v vojni proti pontskemu kralju Farnaku I., ki je trajala do leta 179 pr. n. št. Leta 156 pr. n. št. je sam vdrl na ozemlje Pergamona in bil dve leti kasneje poražen. Pergamon je od njega zahteval visoko odškodnino, vključno s 500 talenti (srebra) in »dvajsetimi ladjami«.
Poročil se je s svojo sestrično Apamo IV., sestro Perzeja Makedonskega in princeso iz Antigonidske dinastije, s katero je imel sina Nikomeda II. in hčer Apamo, ki se je poročila z Digilom, sinom Kotisa IV., kralja Trakije, in njegove žene Semestre. 
Etolska zveza ga je za usluge, ki jih je naredil zanjo, počastila s stelo v Delfih.
Proti koncu svojega življenja je imel Prusij II. otroke tudi s svojo drugo ženo in jih je želel narediti za svoje dediče namesto Nikomeda. Nikomeda je poslal v Rim, da bi ga zaprosil za pomoč pri znižanju odškodnin Pergamonu. Članu delegacije Menu je ukazal, naj Nikomeda ubije, če misija ne bo uspešna. Nikomed je kljub neuspehu misije prepričal Mena, da prestopil na njegovo stran, in se razglasil za kralja. Prusij II. se je moral odpovedati prestolu v korist svojega sina in bil leta 149 pr. n. št. umorjen.